# Baia (okręg Arad)
Baia – wieś w Rumunii, w okręgu Arad, w gminie Vărădia de Mureș. W 2011 roku liczyła 123 mieszkańców. 